# Крайенбюль, Кристиан
Кристиан Крайенбюль (нем. Christian Kreienbühl; род. 6 июня 1981, Рюти, Цюрих) — швейцарский легкоатлет, специалист по бегу на длинные дистанции и марафону. Выступал на профессиональном уровне в 2000-х и 2010-х годах, обладатель Кубка Европы по полумарафону, чемпион Швейцарии, победитель и призёр ряда крупных международных стартов на шоссе, участник летних Олимпийских игр в Рио-де-Жанейро.

## Биография
Кристиан Крайенбюль родился 6 июня 1981 года в городе Рюти кантона Цюрих, Швейцария.
С 2006 года активно участвовал в различных коммерческих стартах на шоссе в Швейцарии.
В 2011 году вошёл в состав швейцарской сборной и выступил на Всемирных военных играх в Рио-де-Жанейро, где в зачёте бега на 10 000 метров занял итоговое 14-е место.
В 2012 году одержал победу на чемпионате Швейцарии по марафону в Цюрихе.
В 2013 году стал чемпионом Швейцарии в беге на 10 000 метров и полумарафоне. Бежал марафон на чемпионате мира в Москве, с результатом 2:21:17	занял 34-е место.
В 2014 году показал 23-й результат в марафоне на чемпионате Европы в Цюрихе (вместе с соотечественниками стал бронзовым призёром разыгрывавшегося здесь командного Кубка Европы по марафону).
В 2015 году закрыл двадцатку сильнейших Лондонского марафона, с личным рекордом 2:13:57 занял 18-е место на Берлинском марафоне.
На чемпионате Европы 2016 года в Амстердаме показал 47-й результат в личном зачёте полумарафона (стал победителем командного Кубка Европы по полумарафону). Выполнив олимпийский квалификационный норматив (2:19:00), удостоился права защищать честь страны на летних Олимпийских играх в Рио-де-Жанейро — в программе марафона показал время 2:21:13, расположившись в итоговом протоколе соревнований на 75-й строке.
На Берлинском марафоне 2017 года занял 26-е место.
В 2018 году стартовал в марафоне на чемпионате Европы в Берлине, с результатом 2:19:00	занял 27-е место.
Завершил спортивную карьеру по окончании сезона 2020 года.